# Дуглас, Чарльз, 3-й герцог Куинсберри

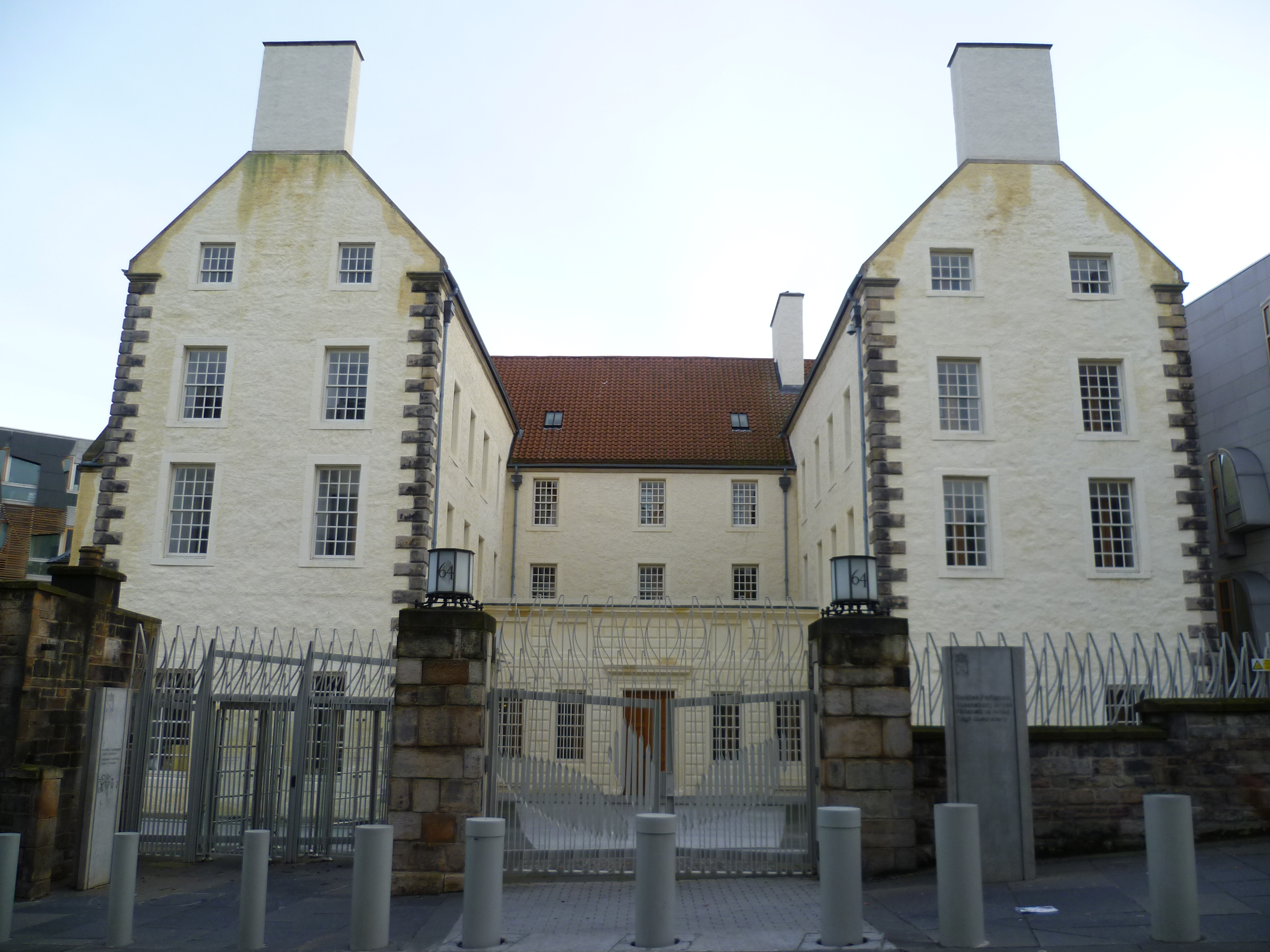
Куинсберри-хаус, Кэнонгейт, Эдинбург

Чарльз Дуглас, 3-й герцог Куинсберри, 2-й герцог Дувр (англ. Charles Douglas, 3rd Duke of Queensberry, 2nd Duke of Dover; 24 ноября 1698 — 22 октября 17788) — шотландский дворянин, крупный землевладелец, тайный советник и вице-адмирал Шотландии.

## Биография
Родился в Куинсберри-хаусе в Эдинбурге 24 ноября 1698 года. Младший сын Джеймса Дугласа, 2-го герцога Куинсберри, 1-го герцога Дувра (1672—1711), и Мэри Бойл (ок. 1664—1709), дочери Чарльза Бойла, 3-го виконта Дангарвана.
17 июня 1706 года, еще будучи ребенком, Чарльз Дуглас получил титулы лорда Дугласа из Локерби, Далвина и Торнхилла, виконта Тибериса и графа Солуэя (Пэрство Шотландии).
В 1711 году он сменил своего отца на посту 3-го герцога Куинсберри и унаследовал Куинсберри-хаус благодаря пожалованию новодамуса, которое исключило его психически больного старшего брата Джеймса Дугласа (1697—1715) из наследования герцогства, но оставило Джеймсу маркизат Куинсберри . После смерти своего старшего брата в 1715 году он унаследовал титул 4-го маркиза Куинсберри.
В 1728 году герцог Куинсберри встал на сторону поэта и драматурга Джона Гея, который был дружен с его женой, после того как ему было отказано в лицензии на его оперу «Полли». Он поссорился с королем Георгом II и в том же году подал в отставку.
В 1746 году герцог Куинсберри инвестировал в Британскую льняную компанию в качестве одного из первоначальных собственников, надеясь помочь развитию шотландской экономики путем производства льна для продажи американским колониям и карибским плантациям. В 1762 году, после смерти Арчибальда Кэмпбелла, 3-го герцога Аргайлла, Куинсберри стал губернатором компании до 1776 года . Этот период был периодом потрясений и реструктуризации, поскольку директора компании решили прекратить производство льна с фабрик, принадлежащих в Высокогорье, и обратиться к финансированию независимых производителей, чтобы продолжить свою торговлю. Это был важный момент в истории шотландских финансов и будущего компании.
Он был одним из основателей лондонского госпиталя подкидышей, созданного в 1739 году. Он был назначен хранителем Великой печати Шотландии в 1761 году и был лордом генеральным судьей с 1763 года до своей смерти в 1778 году. Герцог Куинсберри был одним из многих, кто сильно проиграл из-за краха банка Дугласа Херона и Ко в 1776 году. Поскольку наследников не было, его английские титулы, включая герцогство Дувр, угасли, но титул герцога Куинсберри перешел к его двоюродному брату Уильяму Дугласу.

## Семья
10 марта 1720 года Чарльз Дуглас, 3-й герцог Куинсберри, женился на леди Кэтрин Хайд (1701 — 17 июня 1777), дочери Генри Хайда, 4-го графа Кларендона (1672—1753). У них было два сына, которые оба умерли раньше него:
- Генри Дуглас, граф Драмланриг (30 октября 1722 — 19 октября 1754), с 1754 года женат на леди Элизабет Хоуп (? — 1756), бездетен
- Чарльз Дуглас, граф Драмланриг (17 июля 1726 — 24 октября 1756), не женат и бездетен.

## Титулатура
- 1-й граф Солуэй (с 17 июня 1706)
- 1-й виконт Тибберс (с 17 июня 1706)
- 1-й лорд Дуглас из Локерби, Далвина и Торнхилла (с 17 июня 1706)
- 3-й герцог Куинсберри (с 6 июля 1711)
- 2-й герцог Дувр (с 6 июля 1711)
- 3-й маркиз Дамфриссшир (с 6 июля 1711)
- 2-й маркиз Беверли, Йоркшир (с 6 июля 1711)
- 2-й барон Рипон, Йоркшир (с 6 июля 1711)
- 4-й маркиз Куинсберри (с 24 января 1715)
- 6-й граф Куинсберри (с 24 января 1715)
- 4-й граф Драмланриг (с 24 января 1715)
- 4-й виконт Нит, Тортолволд и Росс (с 24 января 1715)
- 6-й виконт Драмланриг (с 24 января 1715)
- 6-й лорд Дуглас из Хоика и Тибберса (с 24 января 1715)
- 4-й лорд Дуглас из Килмоунта, Миддлеби и Дорнока (с 24 января 1715).